# Pelargonium hararense
Pelargonium hararense är en näveväxtart som beskrevs av Adolf Engler och Paul Erich Otto Wilhelm Knuth. Pelargonium hararense ingår i släktet pelargoner, och familjen näveväxter. Inga underarter finns listade i Catalogue of Life.